# Acamante (figlio di Teseo)
Acamante (in greco antico: Ἀκάμας?, Akámas) è un personaggio della mitologia greca, figlio di Fedra e Teseo e fratello di Demofonte, fu un personaggio della Guerra di Troia.

## Mitologia
Dopo che suo padre fu esiliato da Atene, Acamante e suo fratello furono mandati in Eubea, dove raggiunsero l'età adulta e si allearono con il re Elefenore. Prima dell'assalto dei Greci contro Troia, lui e Diomede furono mandati a richiedere la consegna di Elena (Omero attribuisce questa spedizione a Menelao e a Odisseo), ma durante la sua permanenza a Troia, ottenne l'amore di Laodice, figlia di Priamo, ed ebbe da lei un figlio, Munito, che fu allevato da Etra, la nonna di Acamante. Fu ucciso dal morso di un serpente mentre cacciava ad Olinto in Tracia.
Durante la guerra, Acamante combatté al fianco dei Greci e fu all'interno del cavallo di legno. Dopo la guerra, salvò sua nonna, Etra, che era tenuta prigioniera a Troia come domestica di Elena. Tradizioni mitologiche successive descrivono i due fratelli alle prese con altre avventure, tra cui la conquista del Palladio.
Acamante non è citato nell'Iliade di Omero: ma testi successivi, tra cui l'Eneide di Virgilio e quasi certamente l'Iliou persis, affermano che Acamante fu uno degli uomini che si nascosero all'interno del Cavallo di Troia. Il tratto principale del carattere di Acamante è il suo interesse per i luoghi lontani.

## Eponimi ed Acamante nell'arte
Il promontorio di Acamante a Cipro, la città di Acamentio in Frigia e la tribù attica di Acamantis derivano tutti il loro nome da lui. Fu raffigurato nelle lesche degli Cnidi di Delfi da Polignoto e, sempre a Delfi, era presente anche una sua statua.